# Handschrift De Doppere

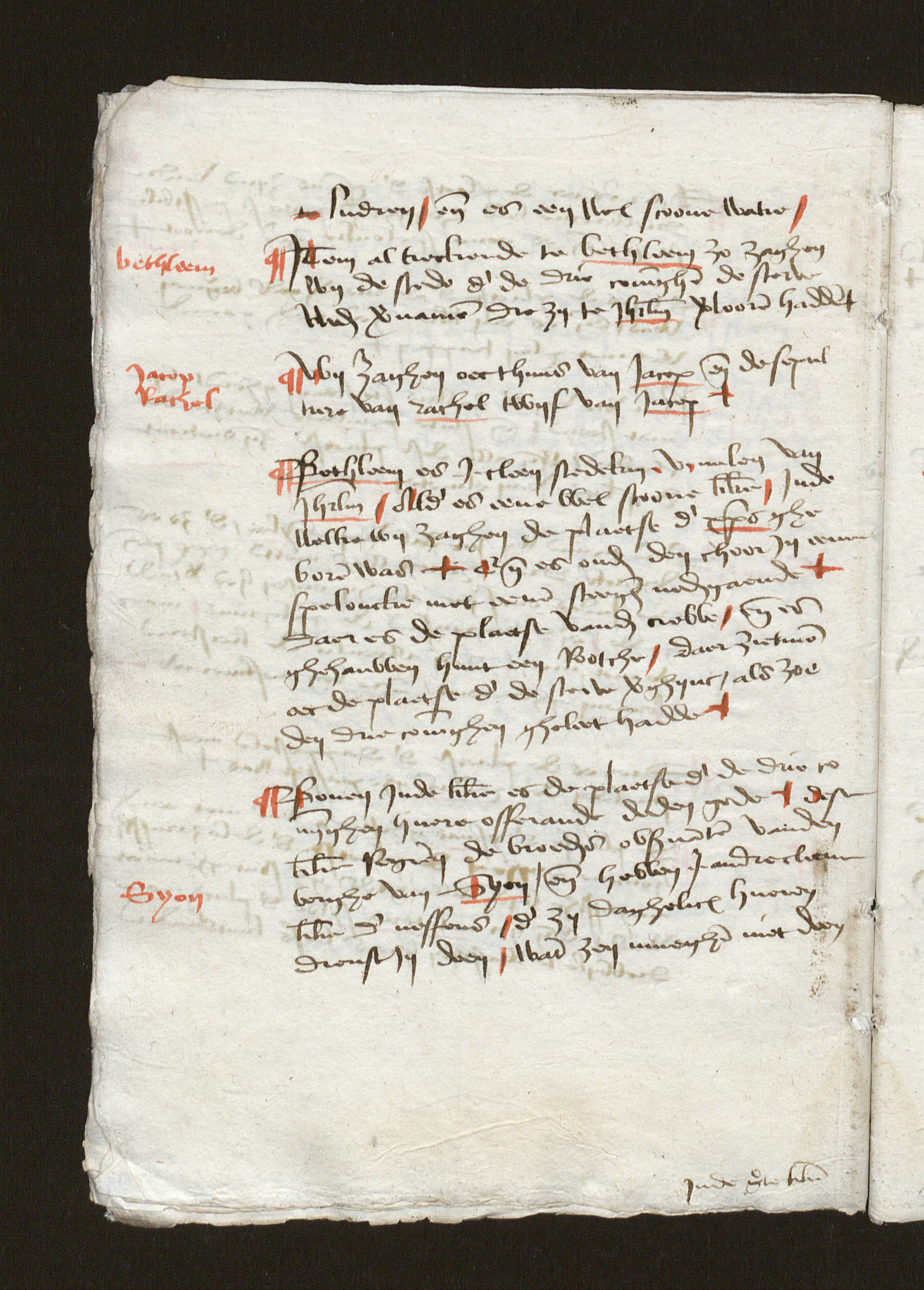
pagina uit het Handschrift De Doppere

Het Handschrift De Doppere is een handschrift dat in Brugge werd geschreven door Romboud De Doppere in het jaar 1491 – 1492. Het handschrift bevindt zich in het OCMW-archief te Brugge.

## Situering
Het handschrift is een bewerking van het reisverslag van Jan Adornes, geschreven in 1471-1472, met enkele teksten ter aanvulling. Het wordt vaak bestempeld als het handboek voor pelgrims die naar Jeruzalem of Rome trekken.
In de late middeleeuwen heerste er een grote populariteit rond pelgrimeren en bedevaarten, van daar uit is ook een aparte literaire cultuur ontstaan.
In 2013 werd het handschrift gedigitaliseerd; sindsdien kan het online geraadpleegd worden.

## Romboud de Doppere

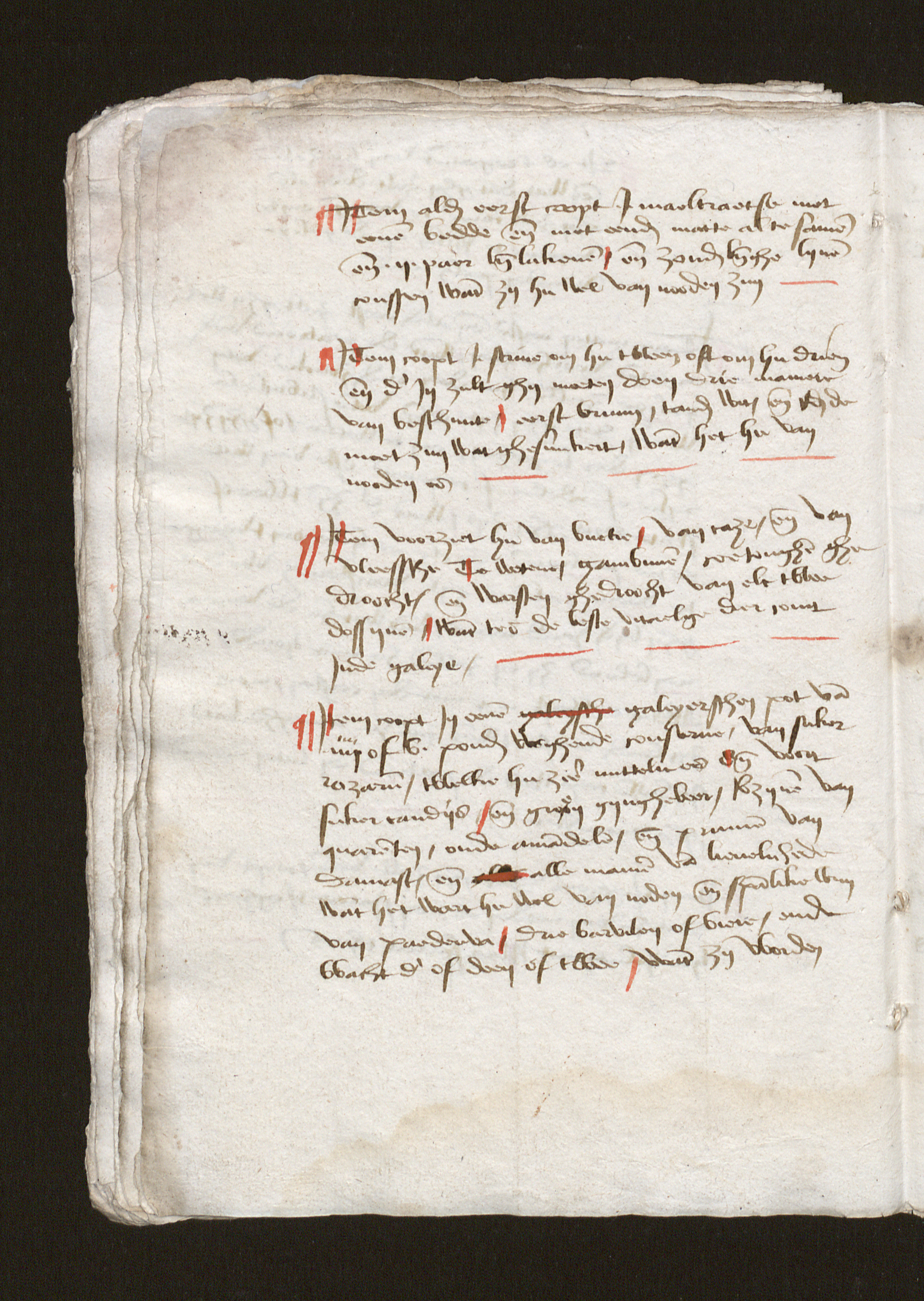
pagina uit het Handschrift De Doppere

Rombout of Romboud de Doppere (Brugge, 1432-1502) werd als zoon van de ambachtsman Jan de Doppere en Cornelie Govaert geboren binnen het milieu van de grauwwerkers. Doordat hij tot deze nieuwe stand van de ambachten behoorde, kon hij een degelijke opleiding genieten. Zijn opleiding moet van start zijn gegaan in een Brugse parochieschool of in privéleer bij een priester. Zelf schrijft hij dat hij vanaf 1444 verbonden was aan de Sint–Donaaskerk door studie aan de kapittelschool, wat hem moest voorbereiden op zijn latere universitaire studies, hoogstwaarschijnlijk in Parijs. De Doppere stond bekend als 'Magister in artibus' wat wijst op een studie aan een ‘artes’ of een letterenfaculteit. Dit wil niet zeggen dat hij het magistersdiploma uiteindelijk heeft behaald.
Deze hoge opleiding genoot hij niet voor niets, al gauw werd De Doppere ingeschakeld in het kerkelijke leven van de Sint–Donaaskerk. In de begindagen, in 1457, was dat als kapelaan in een kapelanie extra chorum, waarbij hij enkele vaste missen moest voordragen maar deelname tot de koordienst niet verplicht was. Deze benoeming tot kapelaan had hij te danken aan de familie Van der Banc. In 1469 volgde een volgende stap in zijn kerkelijke carrière en werd hij benoemd tot ‘capellanus prochie’. Later besliste Rombout de Doppere om een overstap te doen naar de Onze-Lieve-Vrouwekapel waarbij hij een kapelanie mocht opnemen die het opdragen van een dagelijkse mis inhield. Deze functie heeft hij volgehouden tot hij te oud werd en wegens ziekte in 1501 moest stoppen. Zijn carrière was echter niet voorbij want daarbij kreeg hij de kosterij van de kapel onder zijn hoede, wat hem van een bescheiden inkomen voorzag en waarvoor hij (waarschijnlijk) geen tegenprestaties hoorde te doen.
Hij was een man met vele aspecten en zo was hij naast zijn kerkelijke functies ook openbaar notaris en notaris van de officialiteit van Doornik, met zowel de keizerlijke als de pauselijke machtiging om dit ambt uit te oefenen.
Hoewel er maar twee werken van hem bewaard bleven, kan men stellen dat Rombout de Doppere een belangrijk auteur was in zijn tijd. Die twee bewaarde werken zijn:
- 1491: Vademecum voor de Jeruzalembedevaarder.
- 1482-1498: Een kroniek of dagboek, geschreven vanuit zijn eigen ervaringen.

Rombout de Doppere was de geschikte kandidaat om het vademecum van de Jeruzalembedevaarder te schrijven. Door zijn universitaire scholing en zijn opleiding als notaris beschikte hij over de nodige schrijfvaardigheid en de intellectuele kwaliteiten om een dergelijke opdracht op zich te nemen. Daarnaast toonde zijn werk als kroniekschrijver aan dat hij bekwaam was om feiten uit het verleden op een boeiende manier te beschrijven.

## De familie Adornes

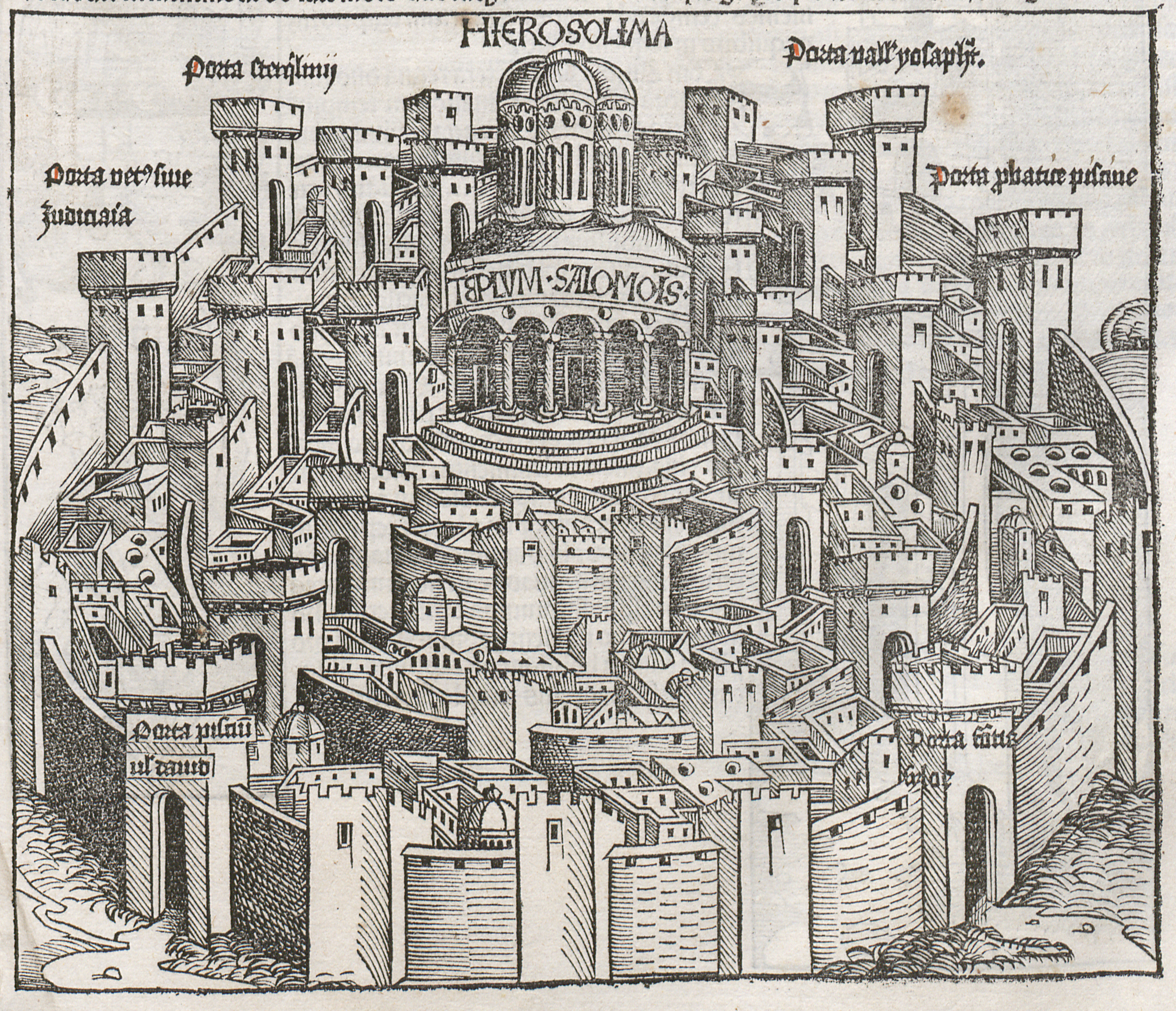

In 1470 vertrokken Anselmus Adornes, Jan Adornes en nog enkele reisgezellen op bedevaart naar het Heilige Land, dit voor een periode van 14 maanden. Hun reisweg liep van Brugge naar Padua, waar ze zoon Jan Adornes oppikten die er zijn studie rechten genoot, via Genua naar Rome, waar het gezelschap toestemming om het Heilige Land te bezoeken vroeg aan de paus, terug naar Genua. In Genua ging het gezelschap aan boord van een handelsschip richting Tunis, naar Caïro en Sinaï om uiteindelijk in Jeruzalem aan te komen. Vanuit Jeruzalem trok het gezelschap naar Damascus, Beirut en Rhodos om via Brindisi in Bari te landen en zo langs Napels terug te keren naar Rome. Via Venetië en een laatste stop in Keulen kwam het gezelschap in 1471 terug in Brugge aan en werden de reizigers door het Brugse volk als helden ontvangen. Deze tocht, die afweek van de normale reisroute richting het Heilige Land, werd vaak als avontuurlijk en gevaarlijk omschreven, vanwege het vijandige karakter van de bevolking van de tussenliggende landen in deze periode na de Val van Constantinopel in 1453.
Er is een website waarop deze reisroute gevolgd kan worden.
Jan Adornes schreef na terugkeer een uitgebreid reisverslag van deze pelgrimage in het Latijn. Het moest een cadeau worden voor de  schotse koning James III maar deze versie is niet bewaard gebleven. Dit verslag wordt vaak bestempeld als een soort politiek reisverhaal, doordat deze Jeruzalemreis gezien werd als de voorbereiding van een nieuwe kruistocht door de Bourgondische hertog. De opdracht van Jan en Anselm Adornes bestond erin het gebied tussen Azië en de Perzen uit te pluizen, op zoek naar een mogelijke vijand tegen de Turken. Vanuit deze wetenschap kan de pelgrimage gezien worden als een vorm van verkenningsarbeid ter voorbereiding van een kruistocht. 
Niet iedereen was hier van overtuigd.
Zo schrijft Heers: ‘Le livre d’Adorno n’est pas un livre de combat; ni un pamphlet; ni un compte rendu des ressources militaires ou diplomatiques de l’ennemi… Ce récit est bien d’abord une narration d’un voyage aux sources de la Foi.’ Hieruit blijkt dat de devotie voor het Heilige Land bovenaan stond.
Het reisverslag van Jan Adornes bevat een unieke tekst waarbij de klemtoon ligt bij wat er te zien is onderweg, welke heilige plaatsen belangrijk zijn, wat de plaatselijke gewoonten en de zeden van de bevolking zijn en komt er een focus te liggen op de moeilijkheden waarmee men onderweg te maken krijgt. Die aandacht voor de gewoonten, de politieke situatie en de geschiedenis kunnen we plaatsen binnen de studie van Jan Adornes en de politieke bezigheden van Anselm Adornes. Ook de interesse in het stedelijke leven, de handel en het gebruik van de munt kunnen we kaderen binnen de afkomst van de familie Adornes.

## Het handschrift De Doppere, een praktische reisgids voor de Jeruzalembedevaarder

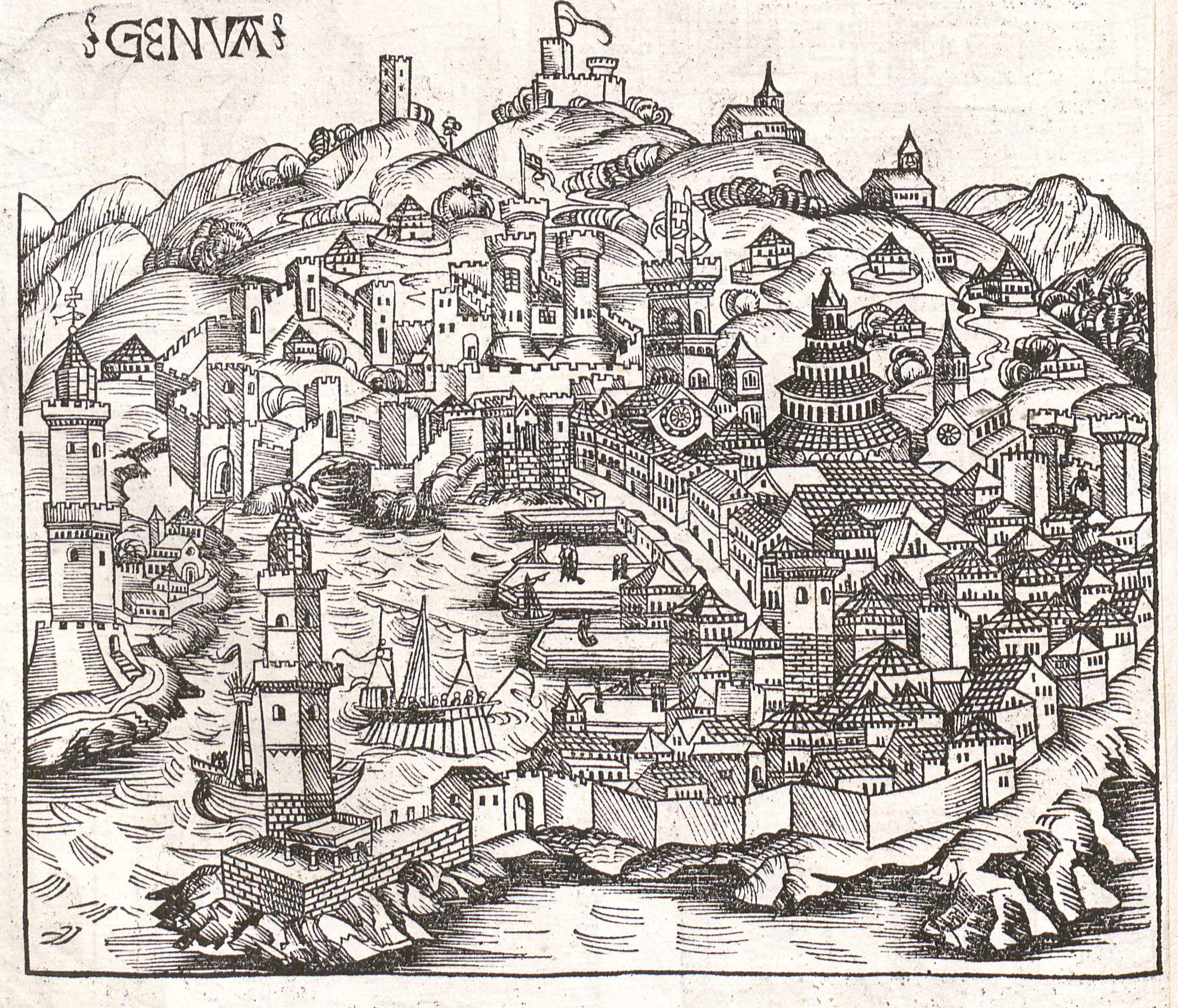

Rombout de Doppere ging in 1490 aan de slag met dit reisverslag van Jan Adornes. Hij hield het niet enkel bij een herwerking van dit uitgebreide reisverslag maar door andere teksten toe te voegen creëerde De Doppere een handschrift dat kan gezien worden als een handleiding voor de Jeruzalembedevaarder.
Dit dagboek is nooit teruggevonden, waardoor er dus nooit bewijs werd geleverd van het bestaan er van. Naast deze tekst, voegde De Doppere nog heel wat afzonderlijke teksten, die oorspronkelijk in het Middelnederlands of andere vreemde talen waren geschreven, toe.
Zo werd de tekst aangevuld met een inhoudsopgave van het reisverslag van Jan Adornes en enkele tips voor pelgrims met betrekking tot het contract dat men moet afsluiten met de kapitein van een galei, betalingsmiddelen in vreemde landen, maaltijden aan boord van het schip … Daarnaast kan men in het handschrift ook een opsomming terugvinden van devote plaatsen onderweg, waar men aflaten kan verdienen en wat de omvang van die aflaten zijn. Voor Jeruzalem en omgeving vindt men zelfs een opsomming terug van de gebeden die men er moet uitvoeren.
Doordat Rombout aan het reisverslag van Adornes ook 'Het reglement van de Jeruzalembedevaarder' toevoegde, wordt het verhaal ook handig voor de bedevaarder die de normale reisweg aflegt. Dit reglement bevat nuttige inlichtingen rond de gebruikelijke reis van Venetië naar Jaffa.
In het handschrift vinden we een duidelijke focus op de mens in zijn verleden en omgeving en een open blik op de wereld en het vreemde terug. Dit kunnen we kaderen binnen het chronologische referentiekader van het handschrift. De late 15e eeuw is een periode van overgang, een periode van het aanstormende Renaissance-humanisme.
Enkele tips uit het handschrift:

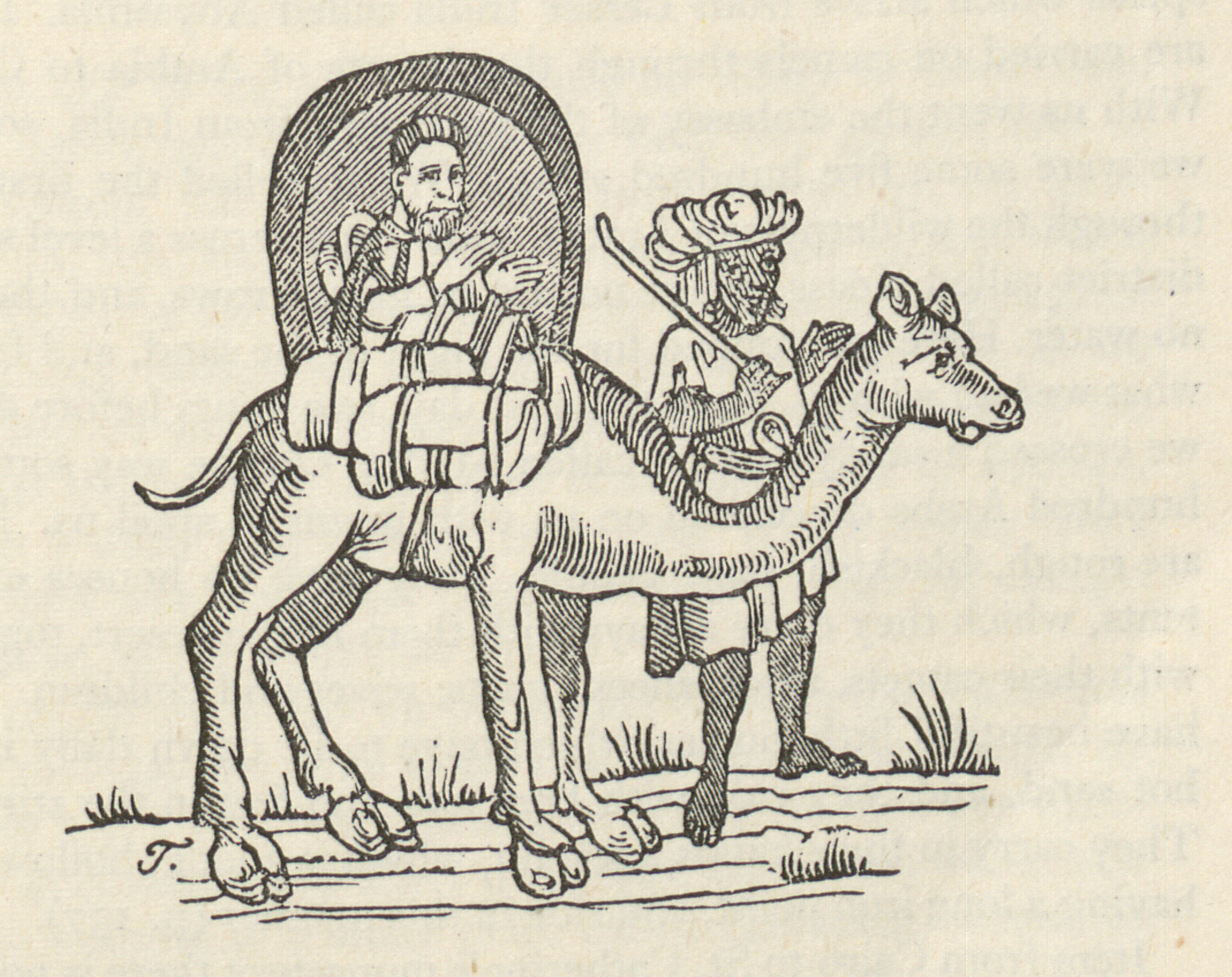
Pagina uit het Handschrift De Doppere. "In Alkaire zagen wij menighe vreymde beeste, sonderlinghe een toebehoorende den Souldaen gheheeten geraf, zeere hooghe van stature, grooter dan .j. kemel, met eenen langhen halze, thooft hebbende ghelijc eenen hert, met .ij. hooren, rood van coluere, gestrijpt losanghewijs van witte, de achter beenen ofte voeten zeere nederst hebbende, gherijnghelt an de nuese met eenen grooten gouden rijnghe, daer men se mede bedwanc ghelijk een paert, met zijnen breydele, goedertiere ghenouch in haer schijnen."

- Item voorziet hu van buetre, van caze ende van vleessche, te wetene gambunen, coetonghen ghedroocht, ende warsten ghedroocht, van elc twee dossijnen; want tes de beste vitaelge dier comt inde galeye. (folio 54v)
- Item wacht hu van te vele druven thetene, want ghij zouter lichtelike of ghecrighen den zochten lichame, twelke zeere zoorghelic es. (folio 56r)
- In Alkaire zagen wij menighe vreymde beeste, sonderlinghe een toebehoorende den Souldaen gheheeten geraf, zeere hooghe van stature, grooter dan .j. kemel, met eenen langhen halze, thooft hebbende ghelijc eenen hert, met .ij. hooren, rood van coluere, gestrijpt losanghewijs van witte, de achter beenen ofte voeten zeere nederst hebbende, gherijnghelt an de nuese met eenen grooten gouden rijnghe, daer men se mede bedwanc ghelijk een paert, met zijnen breydele, goedertiere ghenouch in haer schijnen. Ende was den Souldaen ghesonden huut pape Jans lande. (folio 9v)

Het handschrift wordt bewaard in het OCMW-archief van de stad Brugge.